# Puukko

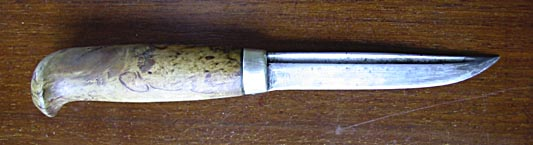
Puukko tradicional com cabo de bétula e sangrador de comprimento total

Uma puukko é uma pequena faca tradicional finlandesa com uma única lâmina curva, espiga sólida escondida e, geralmente, um dorso plano. Modelos militares da puukko eram populares no submundo do crime russo sob o nome de "faca finlandesa" ou finka desde o século XX. A versão modificada estava entre os modelos em que se baseava a faca militar soviética NR-40 e que era informalmente chamada de "finka".
Armazena-se em uma bainha de couro em um cinto.
A puukko é utilizada para diversas atividades ao ar livre (retirar a pele do animal na caça, eviscerar peixes na pesca, cortar galhos de árvores, entalhar madeira, etc.). É considerada parte integrante do patrimônio cultural finlandês.